# Tidal
Tidal (стилізовано TIDAL) — сервіс потокового відтворення музики з абонентською платою, який поєднує в собі стиснене аудіо і музичне відео високої чіткості з ексклюзивним контентом. Сервіс підтримується скандинавською компанією «Aspiro AB».
Станом на 2018 рік «Tidal» працює в 52 країнах та має понад 50 млн треків і 200 000 музичних кліпів. «Tidal» стверджує, що сплачує найбільший відсоток роялті для музикантів і авторів пісень на потоковому ринку музики, пропонуючи два рівні цифрового музичного сервісу: «Tidal Premium» (із втратами якості) і «Tidal HiFi» (без втрат якості для компакт-дисків на FLAC-основі з 16-біт/44.1 кГц і MQA).
Уперше «Tidal» запущений у 2014 році норвезькою публічною компанією «Aspiro» та має партнерські угоди з трьома великими фірмами звукозапису, включаючи й індійські. У першому кварталі 2015 року, батьківська компанія «Aspiro» була придбана компанією «Project Panther Bidco», що належить Jay-Z. Після цього в березні 2015 року «Aspiro» розпочали масову маркетингову кампанію для відновлення роботи «Tidal». Багато музикантів змінили в соціальних мережах (Facebook, Твіттер, Instagram) свій дизайн профілю на синій, додавши фразу «#TIDALforAll». 30 березня 2015 року відбулася прес-конференція, у якій брали участь 16 музикантів-співвласників (у тому числі Jay-Z) та зацікавлені в сервісі сторони. 23 січня 2017 року «Sprint» придбали 33 % акції «Tidal» за $200 мільйонів.
Деякі користувачі високо оцінили високу точність, якість звуку та абонентську плату, що призведе до збільшення гонорарів творців, однак інші вважали, що якість звуку завищена, а ексклюзивний контент та висока плата спричинять збільшення музичного піратства. «Tidal» стверджує, що має понад 3 мільйонів передплатників, хоча правдивість цих тверджень також була піддана сумніву.

## Історія
Спочатку у 2010 році був запущений у Норвегії додаток «WiMP», який пізніше став доступний у Швеції, Данії, Німеччині та Польщі. Уперше «Aspiro» запустили «Tidal» лише 28 жовтня 2014 року у Великій Британії, США та Канаді. Запуск був підтриманий «Sonos» та іншими виробниками домашнього аудіо як інтеграція партнерів. У січні 2015 року «Tidal» був запущений ще в п'яти європейських країн: Ірландії, Фінляндії, Нідерландах, Бельгії та Люксембурзі. Станом на 2018 рік «Tidal» працює в 52 країнах.
30 січня 2015 року «Aspiro» був придбаний «Project Panther Bidco», що належить Jay-Z, за 466 мільйонів шведських крон ($56,2 млн). Перед покупкою Aspiro, Jay-Z в інтерв'ю в «Billboard» заявив, що він готовий співпрацювати з іншими потоковими сервісами для здійснення своїх задумів. «Ми говорили з кожним сервісом, і вивчили всі варіанти», — заявив Jay-Z, — «але в кінці дня, ми вирішили, що якщо ми збираємося сформувати цю мету, як бачимо це ми, то повинні отримати незалежність. І ця пропозиція стала найкращим варіантом для нас, щоб легше привернути увагу до цього», — сказав він.
16 квітня 2015 року стало відомо, що «Tidal» закриває офіси «Aspiro» в Стокгольмі та звільняє всіх працівників у Швеції та нинішнього генеральний директор компанії Енді Чена. Компанії відмовилися коментувати інформацію про закриття, але підтвердила зміну генерального директора на Пітера Тонстеда. У вересні 2015 року «Tidal» почали продавати цифрові завантаження та компакт-диски. У грудні 2015 року генеральним директором «Tidal» призначено Джеффі Тойга, а в березні 2017 року він покидає компанію. У серпні 2017 року новим директором було назначено Річарда Сандерса.
23 січня 2017 року американський мобільний оператор «Sprint» оголосив, що вони купують 33 % акцій «Tidal».

## Правовласники

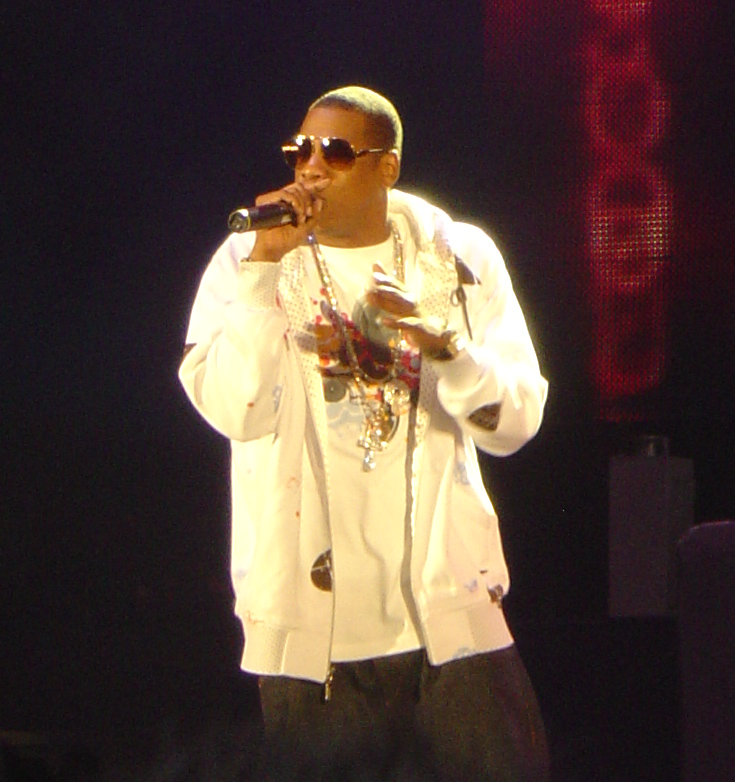
Репер Jay-Z перший артист, якому належить потоковий сервіс

Донині «Tidal» належить Jay-Z та іншим успішним музичним виконавцям, що робить його першим артистом у світі, якому належить потоковий сервіс. Ідея платформи потокової музики, що належить музиканту, була оголошена як «відновити вартість музики, запустивши службу, що належить музикантам». Під час березневої прес-конференції у 2015 році Jay-Z, Бейонсе, Ріанна, Каньє Вест, Нікі Мінаж, Daft Punk, Джек Уайт, Мадонна, Arcade Fire, Аліша Кіз, Ашер Реймон, Кріс Мартін, Кельвін Гарріс, Deadmau5, Джейсон Олдін і J. Cole були представлені як «власники TIDAL». Ерік Гарві з журналу «Pitchfork» сказав, що «прямо зараз це 1 % від поп-музики у світі, це творці, що не відповідають лейблам, не відповідають корпораціям».
На відміну від інших потокових сервісів (таких як «Spotify» і «Pandora Radio») «Tidal» має ексклюзивний контент, що створений та продовжує створюватися власниками. Даний контент, що був доступний на перезапуску «Tidal», включав нову пісню Ріанни «Bitch Better Have My Money», дебютний показ «Daft Punk's Electroma» (2006), і особисто створені плейлісти від Jay-Z, Бейонсе, Arcade Fire і Coldplay. На офіційній сторінці «Tidal» у Твіттері було заявлено, що в майбутньому користувачів чекає ще більше ексклюзивного контенту. У квітні 2015 року до ексклюзивів «Tidal» включали відеокліп Бейонсе з піснею «Die for You», присвяченої річниці її весілля з Jay-Z, тизер нового відеокліпу Мадонни «Ghosttown» та дебютний новий сингл Ріанни «American Oxygen».
30 березня 2015 року відбулася прес-конференція на станції Мойніхан у Нью-Йорку, де офіційно було оголошено про відновлення «Tidal». Конференція почалася з короткого введення і пояснення від шістнадцяти творців-співвласників. Потім виступила Аліша Кіз від імені творців та компанії. Вона сказала: «Ми зібралися перед вами в цей день, 30 березня 2015 року, з єдністю, з надією, що сьогодні буде той момент часу, який назавжди змінить хід музичної історії.» Кіз також описала цю подію як «градація». У кінці прес-конференції, між усіма артистами на сцені була підписана декларація, у якій зазначена місія «Tidal». «Tidal» також стверджують, що отримали 100 000 нових абонентів після березневої прес-конференції.
У червні 2015 року, Lil Wayne приєднався до сервісу та випустив сингл «Glory». 23 лютого 2016 року T.I. також приєднався до сервісу як останній співвласник, випустивши пісню «Money Talk», а також транслював свій концерт у Greenbriar Mall в Атланті.
23 квітня 2016 року Бейонсе випустила «Lemonade» — другий «візуальний альбом», що був доступний для прослуховування лише на «Tidal», а вже з 25 квітня він став доступний для покупки також на Amazon Music і iTunes Store, і аж з 6 травня продавався у магазинах роздрібної торгівлі.
У листопаді 2016 року «Tidal» випустили ексклюзивний концерт співачки Клаудіа Лейтте, «Taquitá», де вона отримала всесвітню славу.
У січні 2017 року компанія оголосила про партнерство з британською компанією «Master Quality Authenticated».
З 1 липня 2017 року стало відомо, що хіп-хоп музикант Каньє Вест покидає «Tidal» як співвласник і акціонер після фінансової суперечки з радою директорів.

## Сприйняття
Незабаром після запуску і прес-конференції «Tidal», мобільна версія сервісу зникла зі списку топ-20 американських додатків для iPhone, а через два тижні — з топ-700.
Гленн Піплс з «Billboard» пише, що «Tidal» є хорошою річчю для музичної індустрії, та заявляє, що американському ринку потокових сервісів потрібен «копняк під зад». Піплс також зазначила, що конкуренція даному ринку є хорошою річчю, оскільки це може призвести до «ширшого поширення інновацій». У висновку вона написала, що такі сервіси можуть вирішити проблему виплат музикантам та композиторам за допомогою потокового роялті.

### Критика
Для вебсайту «USA Today», Міка Пітерс написав три причини, що потоковий сервіс Jay-Z є поганою ідеєю. Стаття акцентувала на високоточності звуку без втрат, яку перехвалили. Пітірс стурбованим тим, що більшість слухачів не мають передових звукових пристроїв, щоб відрізняти звичайну та високу якістю звуку. У статті також зазначається, що ціна у $20 непристосована для масового ринку.
Співачка Лілі Аллен висловила свої переживання відносно «Tidal» на своїй сторінці в Твіттері. Вона написала, що висока ціна на даний сервіс та масова популярність співвласників може привести до краху музичної індустрії та збільшення піратства.
Jay-Z відповів на критику під час концерту «Tidal X: Jaja-Z B-Sides» та порівнює власний потоковий сервіс з Apple та Nike, що також піддавалися лицемірній критиці.
Каньє Вест випустив свій альбом «The Life of Pablo» на «Tidal» і спочатку передбачалося, що альбом через тиждень буде доступний на інших потокових сервісах, але Вест заявив, що альбом буде доступний лише на «Tidal». Після цієї заяви, станом на 17 лютого 2016 року, альбом був завантажений за допомогою торент-трекерів 500 000 раз. Пізніше Вест зробив альбом доступним на інших потокових сервісах. У липні 2017 року Вест розірвав контракт із «Tidal».

### Суперечки
У січні 2017 року норвезька газета «Dagens Næringsliv» заявила, що вони мають докази, що кількість користувачів усього 350 000 чим заявлена компанією в 1 млн за вересень 2015, та, відповідно, 850 000 проти 3 млн за березень 2016 року.

## Фінанси
У США щомісячна передплата на сервіс становить $9,99 за стандартні преміум-послуги, або $19.99 — за високоякісні (висока якість звуку та пакетом HiFi). Вартість передплати на 30 % більше ($12.99/$25.99) в онлайн-магазинах OS app та Apple App Store. «Tidal» також пропонує 50 % знижку для студентів акредитованих закладів та 40 % знижка для військовослужбовців. Сервіс претендує на те, щоб виплачувати найбільший процент роялті будь-якій музичній потоковій компанії, при цьому приблизно 75 % абонементної плати надаються на записи для окремих дистрибутивів виконавців та композиторів.
27 лютого 2016 компанія «Yesh Music», «LLC» і Джон Емануель із гурту «The American Dollar» подали позов до суду на «Tidal» у зв'язку з невиплатою авторських гонорарів та порушенням авторських прав на 116 пісень. Крім компенсації в $5 млн, у позові також говориться, що «Tidal» використовував помилкові цифри для виплат артистам, що можуть зменшити їх гонорари на 35 %. «Tidal» відповів, що вони знають про ці проблеми та сказали, що видалять інтелектуальну власність зі свої серверів.

## Підписка

Глобальна мапа доступності «Tidal»

Станом на 2018 рік «Tidal» доступний у 52 країнах світу та має дві абонентські плати, ціна на яких у різних країнах відрізняються залежно від місцевих ринкових стандартів.
Станом на червень 2018 року «Tidal» пропонує своїм клієнтам 30-денний безкоштовний пробний «Tidal Premium/HiFi».
| Назва         | Ціна за місяць                   | Безкоштовні оголошення | Час прослуховування | Висока точність, без втрат аудіо | Бітрейт                              | Кодек |
| ------------- | -------------------------------- | ---------------------- | ------------------- | -------------------------------- | ------------------------------------ | ----- |
| Tidal Premium | USD $9.99 GBP £9.99 EUR €6.99    | Так                    | без обмежень        | Ні                               | 320 Кбіт/с або 96 Кбіт/с (мобільний) | ААС   |
| Tidal HiFi    | USD $19.99 GBP £19.99 EUR €13.99 | Так                    | без обмежень        | Так                              | змінна                               | FLAC  |